# Slieve Donard
Slieve Donard je s výškou 849 m n. m. nejvyšší hora Severního Irska i celé historické provincie Ulster. Leží v pohoří Mourne Mountains v hrabství Down u břehů Irského moře.
Hora je pojmenována po svatém Domangartovi, známém také jako svatý Donard († asi 507). Ten byl společníkem svatého Patrika, patrona Irska, a údajně nechal na úpatí hory postavit kostel a na vrcholu kapli.

## Přístup
Nejčastější výstupová trasa vede od mořského pobřeží z městečka Bloody Bridge podél stejnojmenné říčky. Po asi 4 km dosáhne cesta sedla, kterým prochází zeď Mourne Wall. Ta byla zbudována v letech 1904-1922 a táhne se v délce 35 km přes 15 vrcholů. Ohraničuje oblast, zakoupenou koncem 18. století Belfastskou vodní společností jako zásobárnu vody pro Belfast. V sedle odbočuje cesta strmě doprava, podél zmíněné zdi, a po dalším 1 km vystoupá až na vrchol.

## Galerie

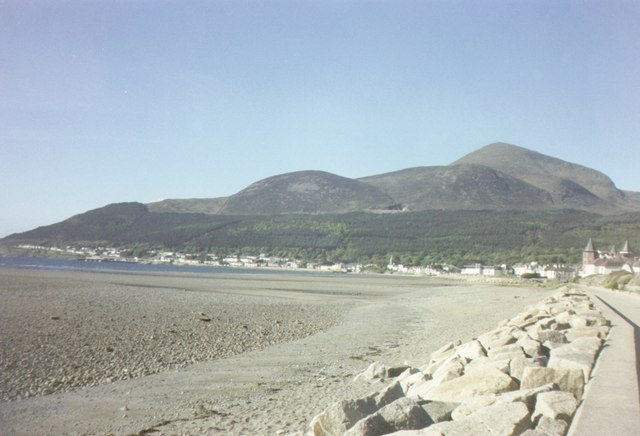
Slieve Donard od mořského pobřeží

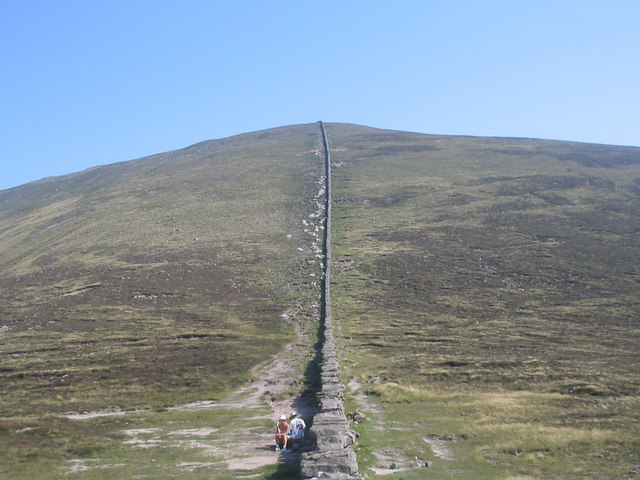
Mourne Wall ze sedla Slieve Donard

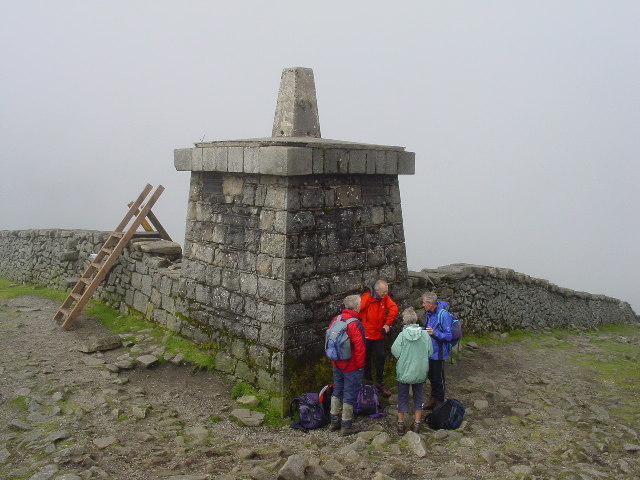
Kamenný přístřešek na vrcholu